# Vågimpedans
Vågimpedansen för en elektromagnetisk våg, är förhållandet mellan de elektriska och magnetiska fältens transversella (dvs vinkelräta mot utbredningsriktningen) komponenter. För en transversell elektromagnetisk våg (TEM) som utbreder sig i ett homogent medium är vågimpedansen lika med materialets inneboende impedans. 
Vågimpedansen (uttryckt i material- och vågegenskaper) ges av
{\displaystyle Z={\sqrt {j\omega \mu  \over \sigma +j\omega \varepsilon }},}
där μ är permeabilitet, ε är permittivitet och σ är konduktivitet för materialet som vågen utbreder sig i. Dessutom är j den imaginära enheten och ω är vågens vinkelfrekvens. För ett dielektriskt material (där konduktiviteten är noll), förenklas ekvationen till
{\displaystyle Z={\sqrt {\mu  \over \varepsilon }}.}

## Vågimpedansen i vakuum
I vakuum är vågimpedansen roten ur förhållandet av den magnetiska konstanten μ0 och den elektriska konstanten ε0. I Internationella måttenhetssystemet (SI) är båda storheter definierade, så att tomrummets karakteristiska impedans också är exakt känd:
{\displaystyle Z_{0}=376,\!730\ 313\ 461...\ \Omega .}
Detta värde stämmer mycket bra för radiovågor i luft och används allmänt för att räkna på antenner. Värdet kan approximeras som 120π Ω.

## Fotnoter
1. ↑  ”Characteristic impedance of vacuum”. 2006 CODATA recommended values. NIST. http://physics.nist.gov/cgi-bin/cuu/Value?z0.